# Code Canary
Code Canary (ehem. Starpost) ist eine 2008 in Nürnberg gegründete Düster-Pop-Band.

## Geschichte
Die Band um den Sänger David Gabelaia fand sich im Sommer des Jahres 2008 in Nürnberg zusammen. Anfang 2009 veröffentlichten sie ihre erste EP The Future Is Now, jedoch zu diesem Zeitpunkt noch ohne Label.
Es kamen diverse Auftritte, unter anderem auch auf dem weltweit bekannten Nürnberger „Bardentreffen“ und auch zum ersten Mal außerhalb Bayerns. Ende 2010 hatten sie die Chance im Rahmen des BY-on Projekts mit der namhaften Band Fehlfarben aufzutreten und es gelang ihnen vom  Bayerischen Rundfunk als „Bayerische Band der Woche“ ausgezeichnet zu  werden, womit sie ihren ersten Fernsehauftritt bekamen. Zudem sind sie nun schon zum zweiten Mal auf den Mercedes-Benz Mixed Tapes vertreten.
Im Februar 2011 brachte die Band ihr erstes Album Opticks über das eigens gegründete Label Starpost Records heraus. Unter der darauffolgenden Tour fanden sich Konzerte mit Bands wie The Airborne Toxic Event, Woven Hand, den Parlotones und Trouble Over Tokyo.
Am 23. März 2012 veröffentlichte die Band einen weiteren Tonträger, die EP Chromatics. Neben der Tatsache, dass Code Canary mit Chromatics ihr musikalisches Spektrum erweitern, ist der Sound auch insgesamt definierter und gitarrenlastiger.
Code Canary war Preisträger und Sieger des John Lennon Talent Awards 2012/2013.
Seit dem 13. März 2014 ist die EP Wolves im Handel erhältlich. Wolves ist das erste Werk, welches die Band unter dem Namen Code Canary herausgeben hat. Auch auf dieser EP ist ein musikalischer Wandel der Band von Indie-Rock zu Elektro zu erkennen.
Ebenfalls am 13. März 2014 machte die Band ihre Namensänderung von Starpost zu Code Canary publik.
Im März 2014 tourten Code Canary zwei Wochen durch Europa und promoteten ihre EP Wolves.

## Diskografie

### Alben
- 2011: Opticks (Starpost Records)

### EPs
- 2009: The Future Is Now
- 2012: Chromatics (Starpost Records)
- 2014: Wolves (Starpost Records)